# Echte walvissen
De echte walvissen (Balaenidae) vormen een kleine familie baleinwalvissen. Er bestaan vier soorten in twee geslachten, Eubalaena (Noordkapers, drie soorten) en Balaena (met één soort, de Groenlandse walvis). De dwergwalvis (Caperea marginata) wordt soms tot deze familie gerekend, maar hij wordt vaker in zijn eigen familie geplaatst, de Neobalaenidae.
De naam echte walvis danken deze soorten aan Engelse walvisvaarders, die deze soorten de right whales noemden, de "juiste" walvis om op te jagen. De echte walvissen zijn namelijk langzame zwemmers die blijven drijven als ze worden gedood. Ook bevat een echte walvis meer olie en baleinen dan andere walvissoorten.

## De jacht
De jacht op echte walvissen stopte in de Atlantische Oceaan aan het begin van de twintigste eeuw, en werd in 1935 internationaal verboden.
Door de jacht zijn de walvissen uit de Noordelijke oceanen zeldzaam geworden en zijn de populaties nog lang niet hersteld, ook al is de jacht op deze soorten al tientallen jaren gestopt. Zowel de langzame voortplanting als menselijke activiteiten als verstrikking door visnetten en aanvaring met schepen zijn belangrijke oorzaken voor het uitblijven van herstel, en de Noord-Atlantische populaties zijn ernstig bedreigd. De zuidkaper uit de zuidelijke oceanen doet het in vergelijking met zijn noordelijke neven vrij goed.

## Kenmerken
De echte walvissen onderscheiden zich van de vinvissen door de gebogen lopende bovenkaak, waardoor de kaaklijn niet recht loopt, maar in een grote boog. Ook zijn de baleinplaten lang en slank, en hebben de echte walvissen geen keelgroeven. De kop is groot en beslaat een groot gedeelte van het lichaam.

## Gedrag
Echte walvissen leven waarschijnlijk solitair, en groepen echte walvissen zijn waarschijnlijk het gevolg van een grote concentratie aan voedsel die meerdere dieren naar dezelfde plek lokt, en niet het gevolg van sociale banden tussen dieren.
De dieren communiceren met elkaar met geluiden op lage frequentie.
De walvissen migreren van de voedselgronden in de zomer naar de werpplekken in de winter. De walvissen werpen hun jongen vlak bij de kust.

### Voortplanting
De dieren planten zich langzaam voort: tussen twee worpen zit minstens drie jaar. Als de vrouwtjes paarwillig zijn, roepen ze de mannetjes met lage geluiden. De mannetjes vechten met elkaar om te mogen paren. Ze proberen dan het andere mannetje weg te duwen. Vrouwtjes paren waarschijnlijk met meerdere mannetjes. Als ze gaan paren doen ze dat op hun zij, buik tegen buik. Na tien tot twaalf maanden worden de jongen gespeend en zijn ze onafhankelijk.

### Voedsel
Echte walvissen jagen voornamelijk op roeipootkreeftjes (Copepoda), waarvan ze 1000 tot 2500 kilogram per dag nodig hebben. Ze jagen door met hun mond open door scholen zoöplankton te zwemmen. Ze jagen voornamelijk op grotere diepte, een enkele keer aan het wateroppervlak. Ze duiken dan acht tot twaalf minuten onder.

## Taxonomie
- Familie: Balaenidae (Echte walvissen) (4 soorten)
  - Geslacht: Balaena (1 soort)
    -  Soort: Balaena mysticetus (Groenlandse walvis)

  -  Geslacht: Eubalaena (Noordkapers) (3 soorten)
    - Soort: Eubalaena australis (Zuidkaper)
    - Soort: Eubalaena glacialis (Noordkaper)
    -  Soort: Eubalaena japonica (Grote oceaannoordkaper)